# Теодор Лешетицький
Теодор Лешетицький (пол. Teodor Leszetycki, нім. Theodor Leschetizky, в Росії був відомий під ім'ям Федір Осипович; 22 червня 1830, Ланьцут — 14 листопада 1915, Дрезден) — польський піаніст, музичний педагог та композитор.

## Біографія
Лешетицький народився в родині вчителя, який і дав йому перші уроки музики. У віці дев'яти років Лешетицький вперше виступив з оркестром, зігравши у Лемберзі (нині Львів) концертіно Черні з оркестром під орудою Франца Моцарта, а через деякий час сім'я переїхала в Відень, де він став учнем самого Черні. Незабаром Лешетицький почав давати концерти, паралельно займаючись композицією та вивчаючи право. В 1852 піаніст прибув до Санкт-Петербургу, де грав у присутності імператора Миколи I. Лешетицький залишився в місті і жив у ньому протягом понад 25 років, займаючись викладанням та концертною діяльністю. Коли в 1862 була відкрита Петербурзька консерваторія, її директор Антон Рубінштейн запросив Лешетицького на пост професора фортепіанного класу, який він займав до 1878.

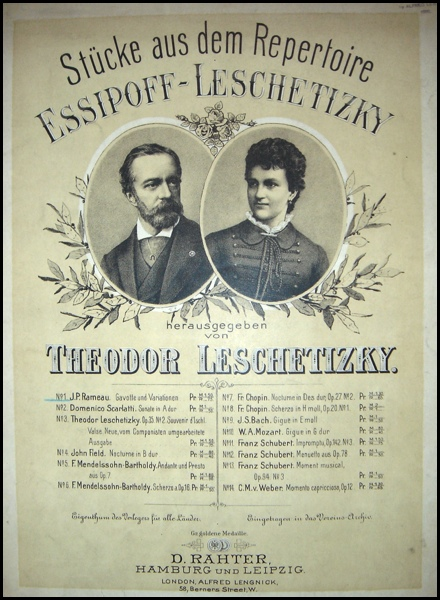
Обкладинка що вийшов в Німеччині збірки «Твори з репертуару Есиповой та Лешетицького» (1884)

Виїхавши з Петербурга до Відня, Лешетіцкий продовжив викладати. Однією з перших його учениць, яка домоглася великих успіхів на концертній сцені, стала Анна Єсипова (в 1880–1892 була його другою дружиною). У середині 1880-х уроки у Лешетицького почав брати Ігнаци Ян Падеревський, який після своїх успішних виступів у США зробив ім'я свого вчителя всесвітньо відомим. В кінці 1880-х музикант припинив концертну діяльність (останній його концерт відбувся в 1887) і зосередився виключно на викладацькій. В 1906 він записав кілька творів у своєму виконанні на Вельт-Міньйон.

## Творчість
Лешетицький виховав більше тисячі піаністів, багато з яких з успіхом виступали на концертних сценах протягом майже всього XX століття. Серед них — Артур Шнабель, Василь Сафонов, Еллі Неї, Ігнаци Фрідман, Осип Габрилович, Бенно Мойсейович, Ізабелла Венгерова, Олександр Брайловський, Мечислав Хоршовський та багато інших.
Лешетицький звертав особливу увагу на якість звуку, співучість мелодії, експресивність виконання, а віртуозні пасажі вимагав розглядати лише в контексті загальної структури твору. Незважаючи на те, що ряд музичних істориків та критиків називають це «Методом Лешетицького», сам він стверджував, що цей метод викладання він успадкував від Черні, нічого до нього не додаючи і не змінюючи. У роботі над твором він не вимагав багатогодинних вправ за інструментом, але розвивав в учнів уміння передчувати майбутнє його звучання.
Основу репертуару самого Лешетицького становила музика Бетховена, любов до якої йому прищепив Черні. Музику композиторів-романтиків — Шопена, Шумана та Ліста — піаніст також виконував з великим успіхом. Завдяки Лешетицькому до концертного репертуару піаністів після довгої перерви знову увійшли сонати Франца Шуберта, одним з перших активних виконавців яких став Артур Шнабель.
Лешетицький також написав ряд оригінальних творів — Фортепіанний концерт c-moll, оперу та багато творів для фортепіано соло, наповнених витонченістю та легкістю стилю.

## Пам'ять
Ім'ям Лешетицького названі вулиці:
- + Відень, + Австрія&hl=ru&ved=0CAwQ-gswAA&sa=X&ei=Xch1T_KSF4zTsgbXxNjEBQ Leschetitzkygasse у Відні
- Leschetitzkygasse у Відні (Floridsdorf)